# گابریل بوشیلیا
گابریل بوشیلیا (پرتغالی: Gabriel Boschilia؛ زادهٔ ۵ مارس ۱۹۹۶) بازیکن فوتبال اهل برزیل است.
از باشگاه‌هایی که در آن بازی کرده‌است می‌توان به سائو پائولو، موناکو، استاندارد لیژ و اینترناسیونال اشاره کرد.
وی همچنین در تیم ملی فوتبال زیر ۲۰ سال برزیل بازی کرده‌است.